# The Plasma Shaft
The Plasma Shaft é uma compilação da banda Red Hot Chili Peppers, lançada a 27 de Junho de 1994.
Foi lançada como um bónus ao disco Blood Sugar Sex Magik mas numa caixa separada. Contém dois discos, o normal Blood Sugar Sex Magik com as 17 faixas, e o outro disco com faixas gravadas durante as gravações de Blood Sugar Sex Magik, todas elas já lançadas como B-sides ou bandas sonoras.

## Faixas
1. "The Power of Equality"
2. "If You Have the Ask"
3. "Breaking the Girl"
4. "Funky Monks"
5. "Suck My Kiss"
6. "I Could Have Lied"
7. "Mellowship Slinky in B Major"
8. "The Righteous & The Wicked"
9. "Give It Away"
10. "Blood Sugar Sex Magik"
11. "Under the Bridge"
12. "Naked in the Rain"
13. "A Pache Rose Peacock"
14. "The Greeting Song"
15. "My Lovely Man"
16. "Sir Psycho Sexy"
17. "They're Red Hot"   1:12
18. "Give It Away" [In Progress]
19. "If You Have to Ask" [Radio Mix]
20. "Nobody Weird Like Me" [Ao vivo]
21. "Sikamikanico"
22. "Breaking the Girl" [Radio Edit]
23. "Flea's Cock"
24. "If You Have to Ask" [Friday Night Fever Blister Mix]
25. "Soul to Squeeze"